# Anatolij Klebanow
Anatolij Nikołajewicz Klebanow (ros. Анатолий Николаевич Клебанов; ur. 8 października 1952 w Żodzinie, zm. 5 grudnia 2011) – radziecki waterpolista, bramkarz. Mistrz Sportu ZSRR klasy międzynarodowej (1975).

## Lata młodości
Piłkę wodną zaczął uprawiać na początku lat 60. W 1974 ukończył Białoruski Uniwersytet Kultury Fizycznej.

## Kariera klubowa
W 1967 został zawodnikiem SKIF Mińsk. W 1970 przeszedł do CSK WMF Moskwa, z którym w latach 1976–1978 zostawał mistrzem ZSRR. W 1983 zakończył karierę.

## Kariera reprezentacyjna
W 1967 został włączony do młodzieżowej reprezentacji Białoruskiej SRR. W 1970 zadebiutował w kadrze ZSRR. W 1975 został mistrzem świata. W 1976 wraz z reprezentacją zajął 8. miejsce na igrzyskach olimpijskich, na których zagrał w 7 meczach. W kadrze grał do 1979.

## Losy po zakończeniu kariery
Po zakończeniu kariery został trenerem. Zmarł 5 grudnia 2011.